# КрАЗ-7511
КрАЗ С26.2М (або КрАЗ-7511С4, англ. KrAZ C26.2M) — сімейство вантажних автомобілів-самоскидів з підвищеною вантажопідйомністю виробництва АвтоКрАЗ з компонувальною схемою «кабіна над двигуном» і колісною формулою 6х4 призначений для перевезення сипучих і навалювальних вантажів по дорогах з твердим покриттям, у тому числі з кругляка і щебеню, і по ґрунтових дорогах.

## Історія
КрАЗ-7511 був створений за планом ДКР і НДР у кінці 2013 року та вперше представлений на 12-й Міжнародній спеціалізованій виставці «БудТех 2014» на початку березня 2014 року.
В 2015 році автомобіль пристосували для встановлення двигунів ЯМЗ та Ford-Ecotorq.

## Опис
Самоскид, вантажопідйомністю 26 т, оснащений 6-ти циліндровим рядним дизельним двигуном Weichai WP12.400E40 об'ємом 11,596 л, потужністю 400 к.с. при 1900 об/хв, крутним моментом 1920 Нм при 1100—1400 об/хв, екологічного класу Євро-4, з потенціалом забезпечення Євро-5. Двигун агрегатований зі зчепленням MFZ-430 і 9-ст. механічною коробкою передач 9JS200ТА.
На КрАЗ С26.2М встановлена ліцензійна кабіна MAN TGA виробництва Hubei Qixing (модель PW21), зі спальним місцем, що володіє високими ергономічними показниками робочого місця водія: комфортабельним сидінням на пневмопідвісці, рульовою колонкою, регульованою по куту і висоті, функціональної панеллю приладів і рядом інших переваг, що забезпечують комфорт і меншу стомлюваність водія під час роботи.
Самоскид КрАЗ С26.2М обладнаний новою 14-кубовою самоскидною платформою напівкруглого перетину виготовлена з високоміцної австрійської сталі Voestalpine AG з телескопічним піднімальним механізмом «Binotto», нові мости FAW із збільшеною до 16 тонн вантажопідйомністю.